# Šabac
Šabac (serb. Шабац, chorw. Šabac, węg. Szabács, tur. Böğürdelen) – miasto w Serbii, stolica okręgu maczwańskiego i siedziba miasta Šabac. Leży na zachód od Belgradu, nad Sawą. W 2011 roku liczyło 53 919 mieszkańców.
W mieście rozwinął się przemysł hutniczy oraz chemiczny.

## Obrona twierdzy Šabac w 1788

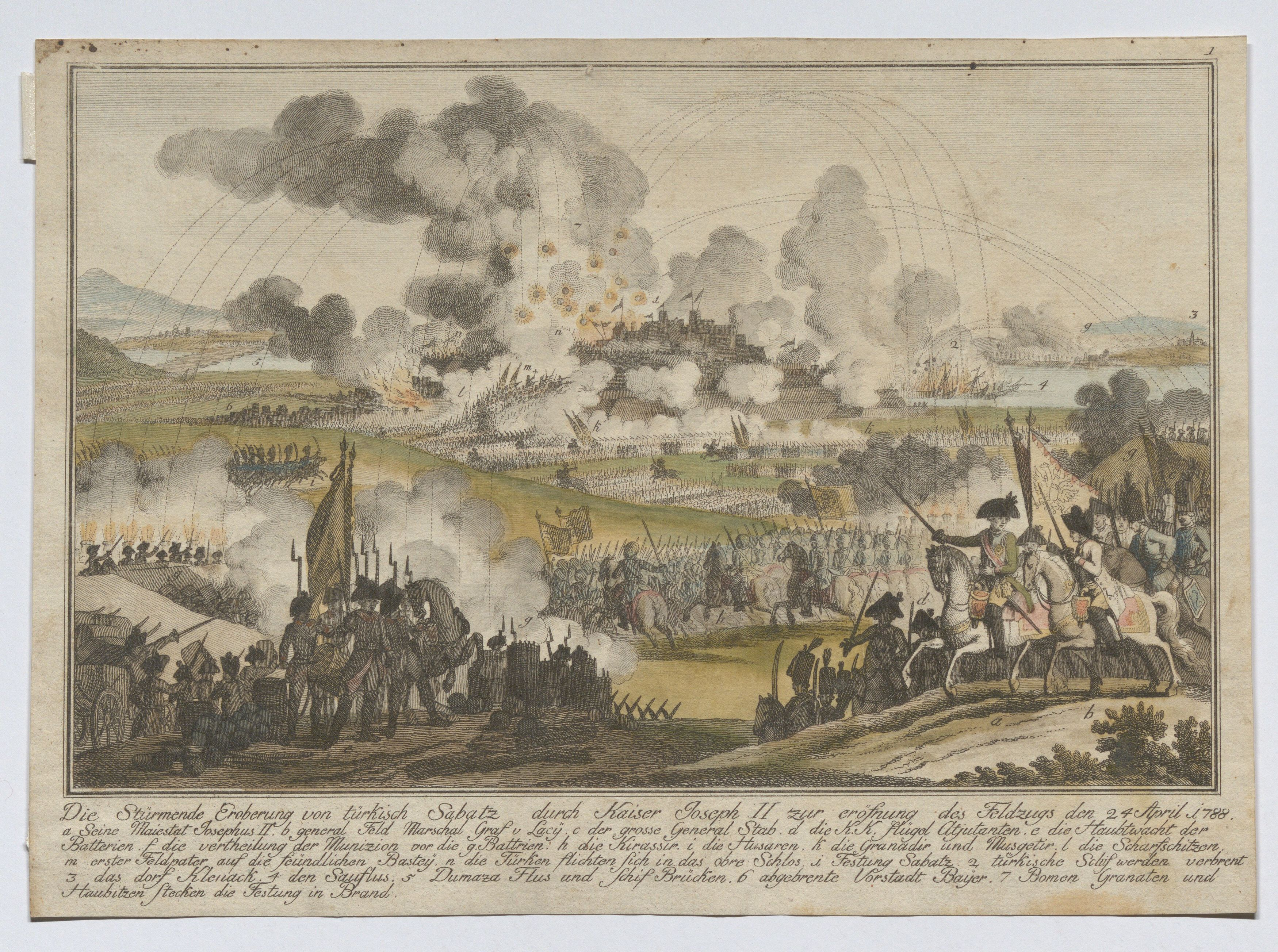
Obrona twierdzy Šabac

W czasie oblężenia tureckiej twierdzy Šabac przez wojska austriackie, 24 kwietnia 1788 r. ciężko ranny został ks. Józef Poniatowski – przyszły generał, Wódz Naczelny Wojska Polskiego i marszałek Francji – gdy ratował życie swojemu koledze, ks. Karlowi Schwarzenbergowi, przyszłemu zwycięzcy Napoleona w „bitwie narodów” pod Lipskiem.